# Schweizer Raumplanungsgesetz
Das Raumplanungsgesetz (RPG) ist ein Bundesgesetz der Schweiz, welches die Raumentwicklung der Schweiz regelt. Es wurde gestützt auf Art. 75 der Bundesverfassung erlassen und hat die haushälterische Nutzung des Bodens zum Ziel. Hierbei sollen insbesondere die natürlichen Grundlagen geschützt und wohnliche Siedlungen und die räumlichen Voraussetzungen für die Wirtschaft geschaffen und erhalten werden.

## Geschichte
In der Volksabstimmung vom 3. März 2013 haben die Stimmberechtigten mit 62,9 % Ja-Stimmen eine Revision des Raumplanungsgesetzes angenommen, dies als indirekter Gegenvorschlag zur zurückgezogenen Eidgenössische Volksinitiative «Raum für Mensch und Natur (Landschaftsinitiative)».